# ワット・タイラー

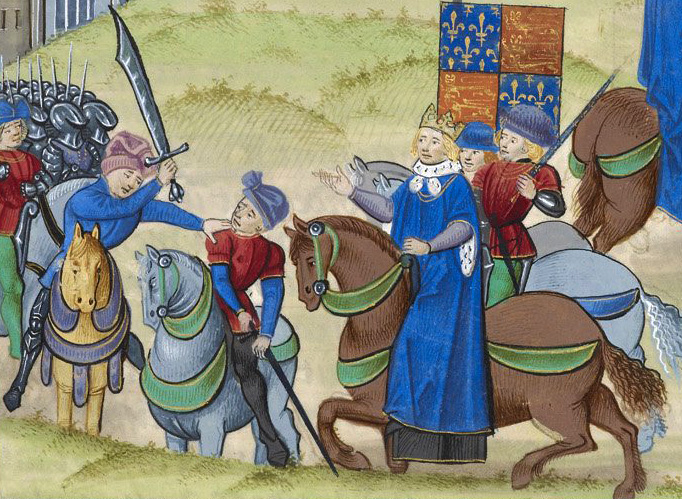
騙し討ちに遭うワット・タイラーを描いた中世の絵画

ワット・タイラー（Wat Tyler、?  - 1381年6月15日）は、イングランドの農夫。ワット・タイラーの乱の指導者として知られる。

## 概要
彼の半生について分かっていることは少なく、出生時の名前は「ウォルター（Walter）」とされるが姓については不明で、「Tyler」の名は屋根瓦職人（Roof tiler）であった事から付いたと考えられている。
歴史家の中には、タイラーについてケントまたはエセックスで生まれてフランス王国との戦争に参加したのではないかと考える者もいる。

## ワット・タイラーの乱
1381年に農民の反乱が起きるとタイラーはジョン・ボールと共に指導者としてこれに参加。
カンタベリーを占拠した後、タイラーは反乱軍をロンドン郊外のブラックヒースに導き、次いで市内に侵入した（この侵入はカンタベリー大司教の殺害に帰着した）。
時のイングランド国王リチャード2世はマイルエンドで反乱軍を出迎え、農夫の要求を保証すると約束した。
しかし、6月15日に反乱軍と国王側の2度目の交渉が行われている最中に、タイラーはロンドン市長ウィリアム・ウォールワースに斬りつけられ殺害された。そして反乱自体も彼の死の直後に終了した。